# Frauen um Richard Wagner
Frauen um Richard Wagner (Originaltitel: Magic Fire) ist eine Filmbiografie aus dem Jahr 1954 und hat den Komponisten Richard Wagner zum Thema. Seit dem Erscheinen der DVD im Jahr 2013 wird der Film im deutschsprachigen Raum unter dem Titel Wagner - Die Richard Wagner Story vermarktet.

## Handlung
Als junger Dirigent am Theater von Magdeburg heiratet Richard Wagner die Schauspielerin Minna Planer und träumt während seiner Arbeit am „Rienzi“ davon, bald selber als Opernkomponist berühmt zu werden. Aus Enttäuschung über den deutschen Theaterbetrieb beschließt er, nach Frankreich zu gehen, und bekommt während einer stürmischen Schifffahrt die Inspiration zu einer neuen Oper „Der fliegende Holländer“. Giacomo Meyerbeer reagiert skeptisch auf die Komposition, gibt Wagner aber einige Empfehlungsschreiben mit. Gleichzeitig freundet sich Wagner mit Franz Liszt an.
Trotz der Empfehlungsschreiben hat Wagner keinen Erfolg und landet im Gefängnis, weil er sich für seine Ambitionen Geld leiht, das er nicht zurückzahlen kann. Dennoch arbeitet er bereits an seiner nächsten Oper „Lohengrin“; wenig später erfährt er, dass das Königliche Hoftheater Dresden den „Holländer“ aufführen will.
Beeindruckt von der Oper ernennt der sächsische König Richard Wagner zum Dirigenten des Hoftheaters. Wenig später stößt Wagner wegen seiner neuartigen musikalischen Ideen auf den Widerstand des Ministers von Moll. Bald wird auf ihn wegen seiner Aktivitäten im Rahmen der Märzrevolution ein Kopfgeld ausgesetzt; Wagner muss vor der drohenden Verhaftung fliehen. Bei Franz Liszt lernt Wagner dessen Tochter Cosima Wagner kennen, die von seiner Musik beeindruckt ist.
Mit gefälschten Papieren flieht Wagner nach Zürich und beginnt dort die Arbeit an „Der Ring des Nibelungen“. Während seiner Arbeit an „Tristan und Isolde“ beginnt er eine Affäre mit Mathilde Wesendonck, der Ehefrau des Kaufmannes Otto Wesendonck.
Der französische Kaiser ermöglicht eine Aufführung des „Tannhäuser“ in Paris. Trotz des Erfolgs der Oper beim französischen Publikum sorgt der Widerstand des „Jockey Clubs“, der Pariser oberen Zehntausend, für eine baldige Absetzung der Oper.
Wagner kehrt nach Zürich zurück und arbeitet weiter an „Tristan und Isolde“. Cosima heiratet den Dirigenten Hans von Bülow. Die Affäre zwischen Wagner und Mathilde kommt ans Licht; Wagner geht nach Venedig. Wagner ist verzweifelt, weil er immer noch nicht nach Deutschland zurückkehren und Mathilde nicht vergessen kann.
Nach 13 Jahren Wanderschaft kann Wagner schließlich nach Deutschland zurückkehren. Seine Ankunft in Nürnberg fällt auf die Feierlichkeiten, die die Stadt zu Ehren von Hans Sachs abhält; Wagner komponiert „Die Meistersinger von Nürnberg“. Kurz darauf erfährt Wagner, dass der bayerische König Ludwig II. ihn zu sehen wünscht.
Wagner führt das Opernhaus des Königs und kann dort seine Opern aufführen; der König wiederum bezahlt Wagners Schulden. Hans von Bülow, der inzwischen in Berlin wirkt, dirigiert begeistert die „Meistersinger“.
Während Wagner erfährt, dass seine Frau gestorben ist, wendet sich sein Erzfeind, Minister von Moll, der inzwischen für König Ludwig tätig ist, gegen Wagners ambitionierte Pläne für ein eigenes Festspielhaus. Von Moll nötigt ihn, München zu verlassen; andernfalls müsse König Ludwig abdanken. Gemeinsam mit Cosima geht Wagner nach Tribschen in der Schweiz. Franz Liszt, inzwischen Abbé in Rom, reagiert empört auf Wagners Lebenswandel und dessen Liaison mit Cosima. Wagner und Cosima heiraten.
Nach dem Deutsch-Französischen Krieg gehen beide nach Bayreuth und errichten das Festspielhaus. König Ludwig unterstützt Wagner mit Geld, das er für die Aufführung des „Rings“ braucht. Die Uraufführung des „Rings“ wird ein großer Erfolg. Unterdessen erhebt Franz Liszt schwere religiöse Bedenken gegen Wagners neues Projekt „Parsifal“, ändert aber seine Meinung, als Wagner ihm Auszüge der Oper am Klavier vorspielt. Ebenso schließt Liszt Frieden mit Cosima. Kurz darauf stirbt Wagner am 13. Februar 1883.

## Produktionsnotizen
Der Film nach dem Roman von Bertita Harding wurde vom 17. September bis zum 17. November 1954 im Bavaria Atelier München-Geiselgasteig gedreht. Die Außenaufnahmen entstanden in München, Bayreuth, Bamberg, Nürnberg, Würzburg und Erlangen. Die Bauten schufen Robert Herlth, Kurt Herlth und Willy Horn. Das Arrangement der Musik von Richard Wagner übernahm Erich Wolfgang Korngold, die musikalische Leitung Alois Melichar. Als Choreografin fungierte Tatjana Gsovsky, die Opern-Szenen inszenierte Rudolf Hartmann.
Ursprünglich hatte der Film eine Länge von 150 Minuten. Auf Verlangen des deutschen Verleihs Gloria von Ilse Kubaschewski wurde er gegen den Willen des Regisseurs und Produzenten William Dieterle durch zahlreiche Schnitte erheblich gekürzt. Die amerikanische Version hat eine Länge von 112 Minuten, die deutsche von 94 Minuten. Die Uraufführung erfolgte am 15. Juli 1955 im Passage Kino, Hamburg, der amerikanische Kinostart im März 1956.

## Synchronisation
Die deutsche Fassung des Films hat folgende Synchronsprecher:
| Rolle               | Darsteller        | Synchronsprecher       |
| ------------------- | ----------------- | ---------------------- |
| Richard Wagner      | Alan Badel        | Wolfgang Büttner       |
| Cosima Liszt        | Rita Gam          | Eleonore Noelle        |
| Franz Liszt         | Carlos Thompson   | Wolf Ackva             |
| Hans von Bülow      | Erik Schumann     | Erik Schumann          |
| König Ludwig        | Gerhard Riedmann  | Horst Raspe            |
| König von Sachsen   | Heinz Klingenberg | Ernst Fritz Fürbringer |
| Mathilde Wesendonck | Valentina Cortese | Marianne Kehlau        |
| Giacomo Meyerbeer   | Charles Regnier   | Charles Regnier        |
| Minna Wagner        | Yvonne De Carlo   | Gisela Hoeter          |
| Otto Wesendonck     | Peter Cushing     | Alois-Maria Giani      |
| Schneider           | Werner Lieven     | Werner Lieven          |
| Theaterdirektor     | Kurt Großkurth    | Bum Krüger             |

## Kritiken
„Prunkvolle Filmbiographie, die Richard Wagners Leben und Werk fast ausschließlich auf seine Beziehungen zu Frauen reduziert. Mit ansehnlichen Opernausschnitten – sonst langatmig und im menschlichen wie geistigen Gehalt unzulänglich. Fragwürdig auch die Propagierung einer verschwommenen Ausnahmemoral ‚für das Genie‘.“